# فینال جام حذفی فوتبال انگلستان ۱۹۶۰
فینال جام حذفی فوتبال انگلستان ۱۹۶۰، رقابت پایانی جام حذفی فوتبال انگلستان در سال ۱۹۶۰ میلادی است که مابین دو تیم باشگاه فوتبال ولورهمپتون و باشگاه فوتبال بلکبرن در ورزشگاه ومبلی لندن برگزار شده‌است.
این مسابقه که در تاریخ ۷ مه ۱۹۶۰ انجام شده‌است با نتیجه ۳ بر ۰ به سود تیم باشگاه فوتبال ولورهمپتون به پایان رسید.